# Georgien i olympiska vinterspelen 2010
Georgien deltog i Olympiska vinterspelen 2010 med 8 deltagare. Den 12 februari förolyckades rodelåkaren Nodar Kumaritasjvili under träning.

## Alpin skidåkning
- Iason Abramasjvili
- Dzjaba Gelasjvili
- Nino Tsiklauri

## Konståkning
- Elene Gedevanisjvili
- Allison Reed / Otar Dzjaparidze

## Rodel
- Levan Guresjidze
- Nodar Kumaritasjvili